# MyCiTi

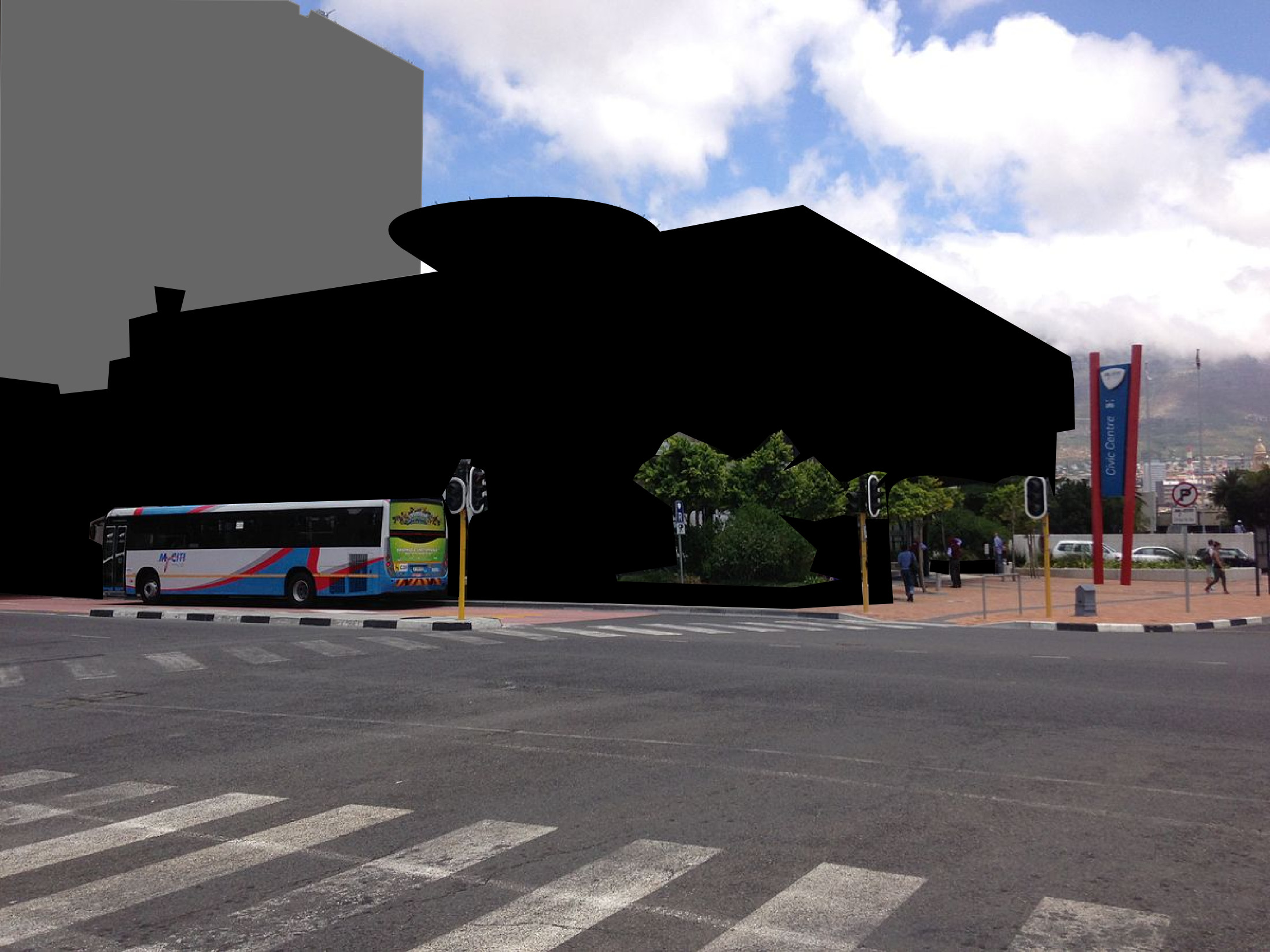
在開普敦市民中心站的MyCiTi巴士。

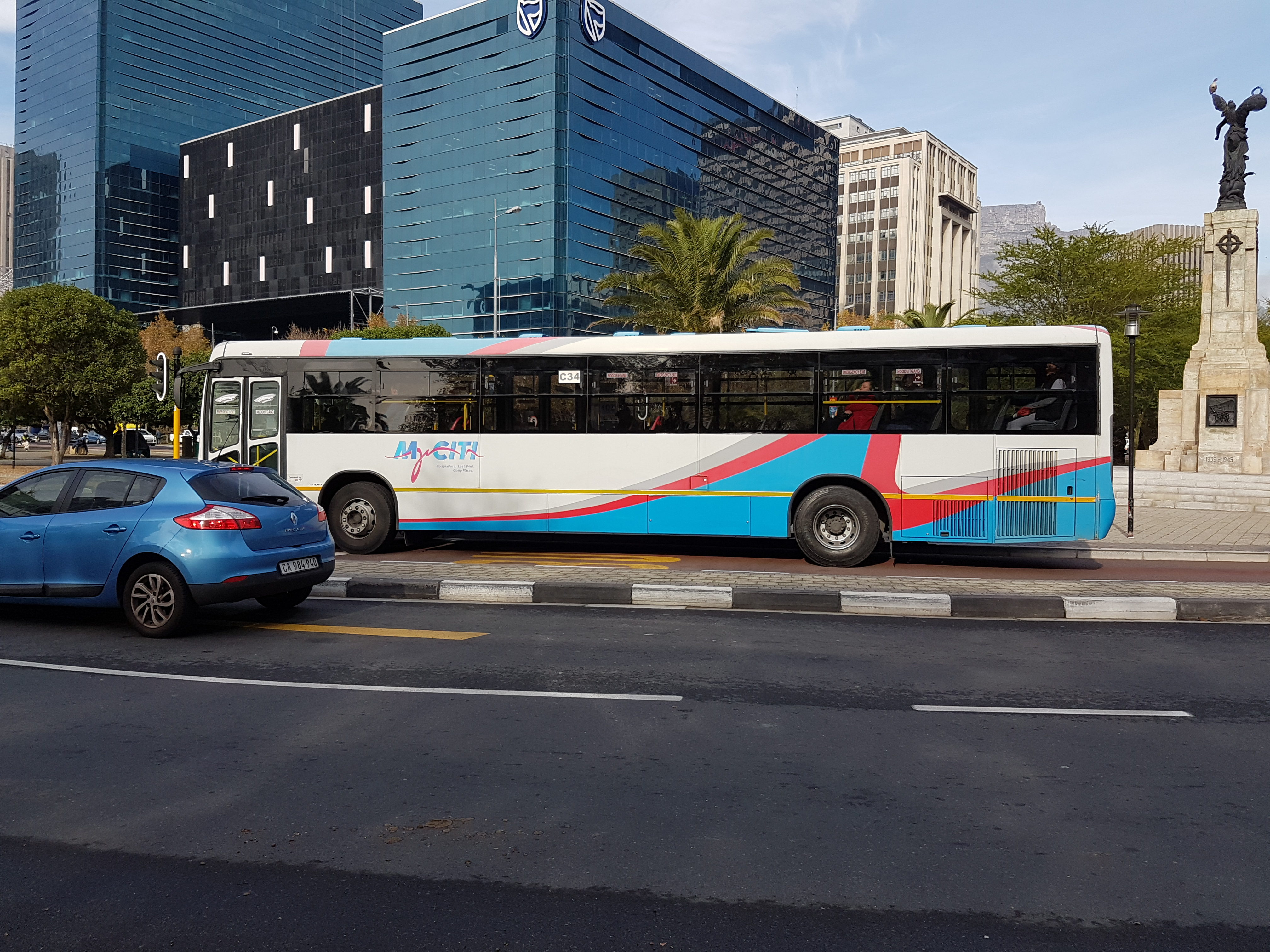
在開普敦海濱 (開普敦)的MyCiTi巴士。

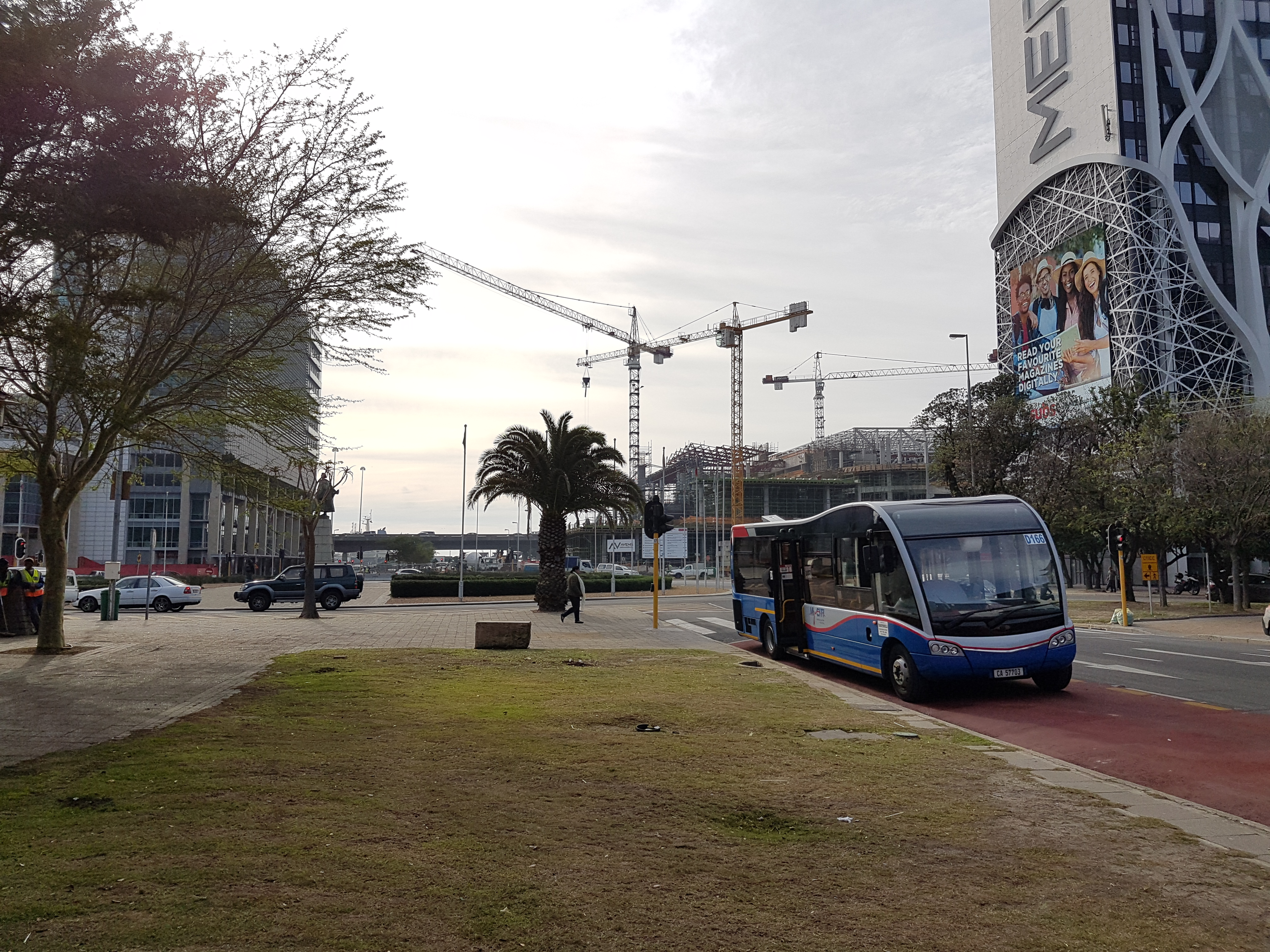
MyCiTi Optare Solo巴士在開普敦海濱的一條巴士專線上。

MyCiTi是一種帶有饋線的巴士快速交通系統，是南非開普敦市以更大的綜合公共交通來驅動經濟發展戰略的一部分。該服務正在開普敦各地推廣，並在約10%的城市內提供顯著增強的公共交通系統。該服務於2010年開通，第一階段的特色是沿城市西海岸線從北向南行駛的巴士。
至2015年，MyCiTi在布魯堡/泰堡維、亞特蘭提斯、梅爾克博斯特蘭、達農、米諾頓、帕登伊蘭、世紀城、卡雅利沙、米歇爾平原與開普敦市中心之間提供快速巴士服務。其還在上述大部分地區以及鹽河、沃爾默莊園以及城市碗與大西洋沿岸的所有郊區，以及蘭迪德諾與豪特灣提供支線服務。
該服務在巴士專線使用高地台的標準尺寸鉸接巴士，而在2號國道快線服務中使用低地台的標準尺寸鉸接巴士，至於在郊區和市中心區域則使用較小的9米Optare巴士。MyCiTi通過等級登車和許多其他措施使其普及化，並且需要使用符合EMV標準的智能卡系統（稱為Myconnect）來進行無現金支付。服務的候車時間（即同一路線上的巴士之間的時間）從高峰時段的3分鐘至20分鐘到的非高峰時段的60分鐘。
2015年11月，每天約有60,000名乘客使用MyCiTi服務的36條路線上的42個巴士站、600多個巴士停靠站以及大約223輛高峰巴士。
2018年10月27日，MyCiTi再次擴展其服務，為其營運引入新的站點和路線，使其成為南非最大的公共交通公司之一。

## 歷史
MyCiTi於2010年國際足協世界盃前夕的2010年5月開始運作，提供從市民中心（一個新建的巴士總站）至開普敦國際機場的班車服務。在世界盃舉辦期間，還包括一條圍繞城市碗地區的臨時循環線。
第一條正式的快速公交系統路線（1A線）于2011年5月开始营运。其有一条沿着西海岸的公交专用道，从市中心穿过米諾頓直至泰堡維，用来提供快速公交服务。该条干线连接着在城市碗地区另一条路线：从花園经过市民中心，直至阿爾弗雷德；与此同时，在泰堡維、布魯堡史特蘭和帕克蘭三個地区均有接驳服务路线。
2012年，MyCiTi第一次開始使用其首個定制的9米Optare Solo巴士作為其車隊的一部分。該巴士是190個單位訂單的一部分，由Busmark 2000於埃平組裝，並用作支線巴士。Optare Solo的尺寸較短，使其即使在住宅和密集城市區域內也可以輕鬆操控。
2012年至2013年间，西海岸营运了一些新的线路，与此同时也扩展至东海岸地区。在2013年底，服務大規模擴張。這些路線包括泰堡維和帕克蘭周圍的新路線，並連接至以下地區：經過賽馬場路及幹河路前往世紀城；沿庫貝赫路前往蒙塔古花園；經過布勞烏堡路前往基拉尼、達農及多魯巴赫；位於西海岸路的桑尼戴爾和桑當車站；梅爾克博斯特蘭；亞特蘭提斯、馬姆雷和佩拉。
MyCiTi巴士服務亦已經擴展至開普敦東南部的卡雅利沙及米歇爾平原，稱為2號國道快線。其在2號國道高速公路上使用巴士與小巴－出租車專線，允許公共交通工具在早晨高峰時段超越其他交通工具。
MyCiTi服务旨在為开普敦提供可靠、安全的公共交通。目前，MyCiTi每天约有12,000班次。

## 外部連結
- Official website（页面存档备份，存于）
- COMPREHENSIVE INTEGRATED TRANSPORT PLAN 2013 – 2018 MINI REVIEW 2014